# أديلين غراي
أديلين غراي (بالإنجليزية: Adeline Gray) هي مصارعة الهواة أمريكية، ولدت في 15 يناير 1991 في دنفر في الولايات المتحدة.

## وصلات خارجية
- أديلين غراي على موقع قاعدة بيانات المصارعة الدولية (الإنجليزية)
- أديلين غراي على موقع اللجنة الأولمبية الدولية (الإنجليزية)
- أديلين غراي على موقع أوليمبيديا (الإنجليزية)